# Perdita linsleyi
Perdita linsleyi är en biart som beskrevs av Timberlake 1964. Perdita linsleyi ingår i släktet Perdita och familjen grävbin. Inga underarter finns listade i Catalogue of Life.